# Высоцкий, Юзеф
Ю́зеф Высо́цкий (пол. Józef Wysocki; 1809, Тульчин, Подольская губерния, Россия, — 31 декабря 1873, Париж, Франция) — польский генерал, участник польского восстания 1830 года, венгерской революции 1848 года и польского восстания 1863 года.

## Биография
После штурма Варшавы и поражения польского восстания 1830 года с отрядом повстанцев отступил в австрийскую Галицию, а затем уехал во Францию, где вместе с генералом и повстанцем Л.Мерославским подготовил план польского общенационального восстания в 1846 году.
Работал в военных мастерских Тулузы и Меца. Во время «Весны народов» принимал участие в деятельности Краковского Народного Комитета, был в числе организаторов Народной Гвардии.
В 1848—1849 годах Высоцкий командовал созданным им Польским легионом в Венгрии, куда был направлен делегатом Львовского центрального гражданского совета. В начале венгерской войны за независимость он был произведен в чин майора, а затем дослужился до генерала и командовал дивизией. Идею создания отдельного польского легиона поддержал руководитель революционной Венгрии Лайош Кошут. Первоначально отряд состоял из 1200 человек, четырех орудий и двух эскадронов улан. Максимальной численности легион достиг в конце войны, когда насчитывал почти 3000 человек. Поляки из легиона Высоцкого принимали участие во многих сражениях и отличились в сражениях при Сольноке, Хатване, Тапиобицке, Ишасеге, Надьшалло. Высоцкий был награжден венгерским повстанческим орденом «За боевые заслуги» 2-й и 3-й степени. Будучи демократом, он часто конфликтовал с Бемом и Дембинским, которые были монархистами. После подавления восстания укрылся с остатками легиона в Турции, где был интернирован вместе с другими повстанцами. Оставался под стражей до 1851 года. Оттуда переехал в Лондон и Париж.
Во время Крымской войны в январе 1854 года Ю. Высоцкий направился в Константинополь с целью формирования польского легиона для сражений на стороне турок; по ряду причин этот план не был осуществлен, но он оставался в Турции до января 1855 года.
С 1862 года руководил Польской школой военной подготовки в итальянском г. Кунео. Во время январского восстания в 1863 года командовал повстанческим отрядом около Ломжи.
Он должен был занять пост руководителя восстания в Надднепрянской Украине. Но после разгрома его отряда в 1863 году он бежал в Галицию, участвовал в сражениях на Волыни, 2 июля 1863 года был арестован австрийцами и интернирован (до 1865 года).
Позже генерал иммигрировал во Францию, был членом союза польских эмигрантов. Умер Ю. Высоцкий в 1873 году и был похоронен на парижском кладбище Пер-Лашез.

## Ссылка
- Pamiętnik dowódcy Legionu Polskiego w Węgrzech z czasów kampanii węgierskiej 1848 i 1849, 1950.
- Szmyt Andzrej.GENERAŁ JÓZEF WYSOCKI (1809—1873)w służbie wolności Polaków i Węgrów.Olsztyn 2001.